# Uroplectes zambezicus
Espèce
Uroplectes zambezicus est une espèce de scorpions de la famille des Buthidae.

## Distribution
Cette espèce se rencontre au Mozambique, au Zimbabwe et en Zambie dans la vallée du Zambèze.

## Description
Le mâle holotype mesure 22,6 mm, les mâles mesurent de 20,2 à 26,6 mm et les femelles de 24,4 à 27,2 mm.

## Étymologie
Son nom d'espèce lui a été donné en référence au lieu de sa découverte, la vallée du Zambèze.

## Publication originale
- Prendini, 2015 : « Three new Uroplectes (Scorpiones: Buthidae) with punctate metasomal segments from tropical central Africa. » American Museum Novitates, no 3840, p. 1-32 (texte intégral).